# بريت ميرشنت
بريت ميرشنت (بالإنجليزية: Brett Marchant)‏ هو لاعب كرة قدم أسترالية أسترالي، ولد في 29 أكتوبر 1959.

## وصلات خارجية
- بريت ميرشنت على موقع AustralianFootball.com (الإنجليزية)
- بريت ميرشنت على موقع AFLtables.com (الإنجليزية)